# Николай Глобуковски
Николай Никанорович Глобуковски е богослов и общественик.

## Биография
Роден е през 1863 г. в с. Кичменявский городок, Вологодска губерния, Руска империя. През 1889 г. завършва Московската духовна академия. Професор в Петербургската духовна академия, доктор по богословие (1898). В 1918 г. е лектор в Швеция, през 1921 г. – във Финландия и Прага. От 1922 г. е професор в Белградския университет, а от 1923 г. в Софийския университет. Член-кореспондент на Руската императорска академия на науките, кореспондент на Дружеството за библейски изследвания в Лондон. Председател на Славянското дружество в София. Умира през 1937 г. в София.
Личният му архив се съхранява във фонд 1442К в Централен държавен архив. Той се състои от 38 архивни единици от периода 1896 – 1936 г.